# Eliška Krásnohorská
Eliška Krásnohorská (Praga, 18 de noviembre de 1847 – 26 de noviembre de 1926) fue una traductora, poeta, libretista de ópera y autora feminista checa. Fue introducida en la literatura y en el feminismo por Karolina Světlá. Escribió obras de poesía lírica y de crítica literaria. Sin embargo, se la asocia habitualmente con la literatura infantil y con las traducciones; campo este en el que tradujo al checo, entre otras, obras de Pushkin (Borís Godunov) y de Byron (Childe Harold).

## Actividad feminista
Krásnohorská, nacida como Alžběta Pechová, obtuvo en el hogar familiar una formación cultural superior a la habitual en las mujeres de su entorno, pero careció de una educación formal. Aquejada de graves y dolorosas enfermedades, hubo de renunciar a los 16 años a su vocación de dedicarse a la música. Por esa época adoptó el seudónimo de Eliška Krásnohorská y vivió desde entonces una vida de celibato voluntario, consagrada al renacimiento cultural y nacional checo y a la mejora de las condiciones sociales y culturales de las mujeres de su país.

La actividad feminista de Krásnohorská se desarrolló fundamentalmente a través de la Žensky výrobní spolek česky ("Asociación Femenina Checa de Producción") que, fundada en 1871, tenía por objetivo aliviar la pobreza entre la población femenina mediante programas educativos. 

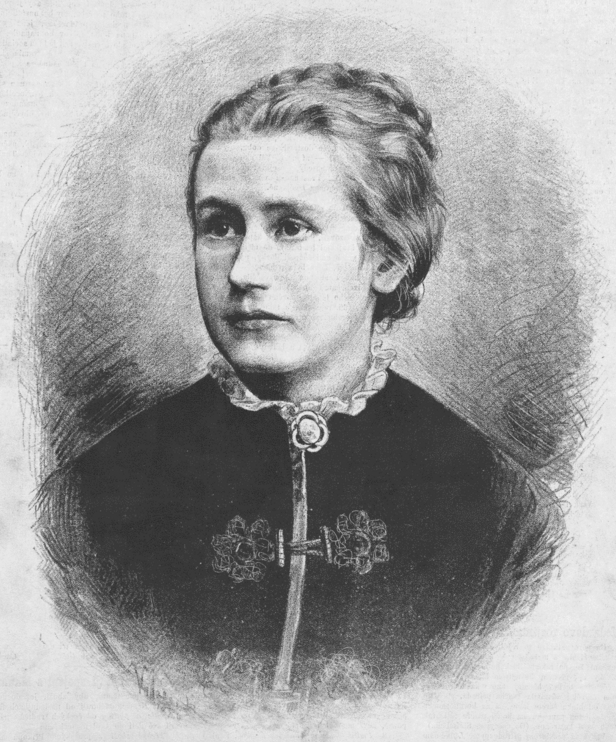
Eliška Krásnohorská

Krásnohorská se comprometió con la Asociación desde 1873 y llegaría a ser su directora en 1891. La Asociación se había hecho cargo de "Cartas de Mujeres", un suplemento de la revista Květy (Flores). Světlá nombró a Krásnohorská redactora jefe de "Cartas de Mujeres" en 1875, lo que le dio un estatus profesional e independencia económica. Krásnohorská convirtió el suplemento en una verdadera revista mensual seria, con análisis de asuntos nacionales e internacionales y atención a la situación de la mujer y a los movimientos femeninos en Europa.
Krásnohorská promovía un concepto de la mujer que subrayaba su responsabilidad hacia la nación y enfatizaba la importancia de la igualdad educativa entre hombres y mujeres. Resumió sus ideas al respecto, inspiradas en las de John Stuart Mill, en el folleto Ženska otrázka česká (La cuestión de la mujer checa).
La culminación de la labor feminista de Krásnohorská fue la fundación, en 1890 de la sociedad Minerva en Praga, que ayudó a establecer ese mismo año el primer "Gymnasium" (Instituto de Bachillerato) femenino en el Imperio austrohúngaro, con capacidad para expedir el certificado necesario para el acceso a la Universidad.

## Actividad literaria

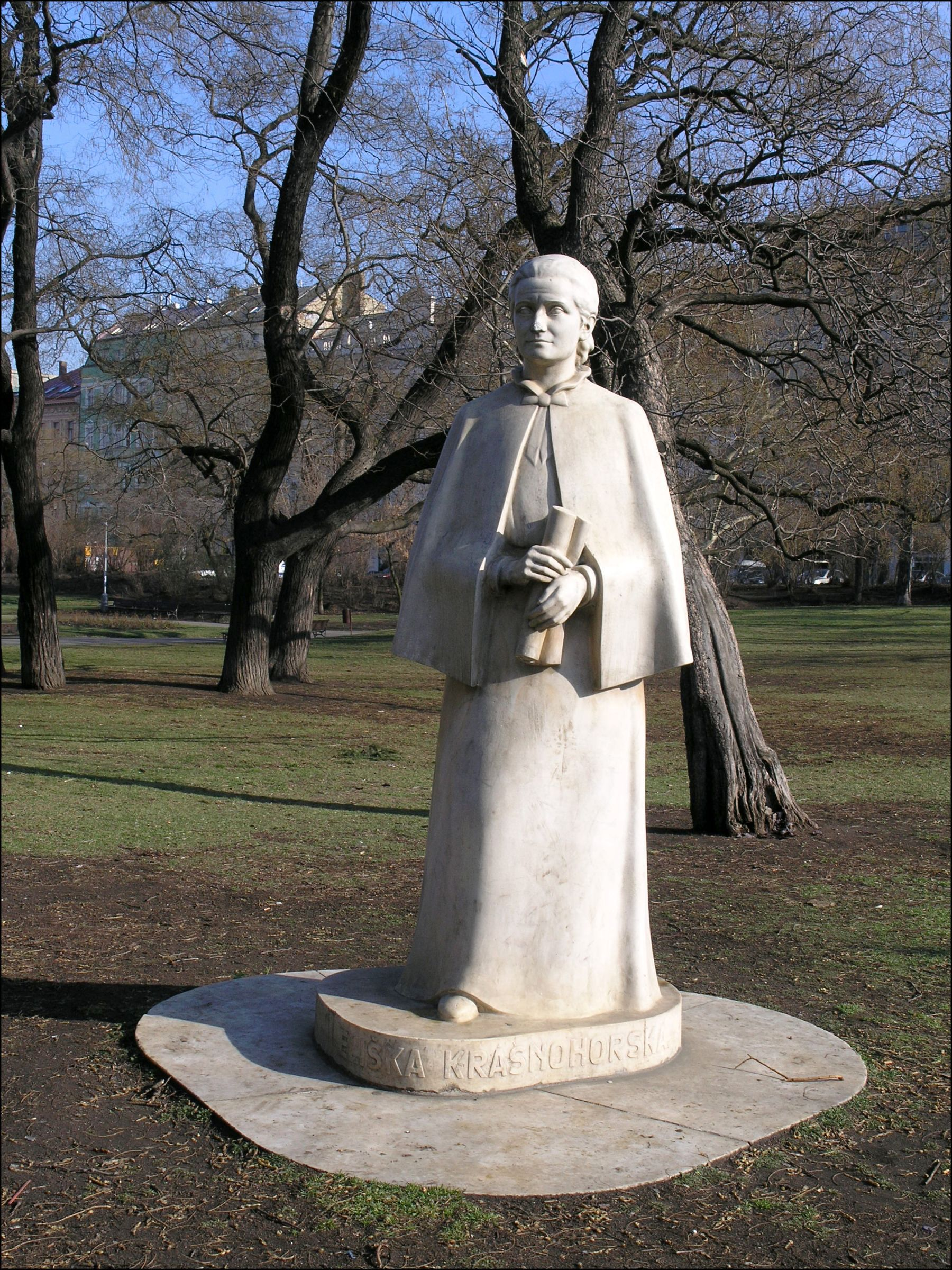
Estatua de E. K. en la Plaza de Carlos de Praga

Krásnohorská publicó su primer libro de poemas tan pronto como en 1863, con el título Z máje žití (Desde la primavera de la vida). Junto con éste, sus poemarios más importantes son Ze Šumavy (Desde las Montañas Šumava), de 1873, y K slovanskému jihu (Hacia el Sur eslavo), de 1880. En su época, su poesía recibió críticas por su matiz erótico, que se percibía como demasiado explícito e inadecuado para una mujer. También es autora de dos novelas cortas: Svéhlavička y Célinka.
Krásnohorská escribió los libretos de varias óperas de Bedřich Smetana, como El Beso (a partir de una novela de Světlá), El Secreto, El Muro del Diablo y Viola (basada en Noche de Reyes, de Shakespeare). Ya en 1868 había escrito el libreto para Lejla, del compositor Karel Bendl. También es autora del libreto de Blaník, ópera de Zdeněk Fibich, y de la traducción al checo del libreto de Carmen, de Bizet.
En 1922, Krásnohorská recibió el doctorado honoris causa por la Universidad Carolina de Praga.
Después de su muerte se publicaron, en 1928, sus memorias, con el título Co přinesla léta (Lo que me trajeron los años), considerada su obra más importante, junto con los libretos operísticos. Antes había publicado otro libro autobiográfico: Z mého mládí (De mi infancia).